# The Twist
The Twist ist ein von Hank Ballard geschriebenes Musikstück, das sich 1960 in der Version von Chubby Checker zum Symbolsong für den gleichnamigen Tanz entwickelte. Das Stück erreichte zweimal Platz 1 der Billboard-Pop-Charts und wurde über drei Millionen Mal verkauft.

## Geschichte

Hank Ballard & the Midnighters – The Twist

Hank Ballard hatte mit seiner Gruppe Midnighters das Stück bereits am 11. November 1958 aufgenommen, das im Dezember 1958 auf dem Plattenlabel Federal #12345 und im Januar 1959 auf King Records #45-5171 jeweils als B-Seite veröffentlicht wurde. Das Stück notierte im April 1959 als B-Seite eigenständig auf Platz 16 der Rhythm-&-Blues-Charts.
Dick Clark, Moderator der populären TV-Popshow American Bandstand, war fasziniert von dem Song und schlug vor, dass Danny & the Juniors hiervon eine Coverversion herausbringen sollten. Als keine Reaktion folgte, wandte sich der einflussreiche Clark an die örtliche Plattenfirma Cameo-Parkway, damit diese den Song mit Chubby Checker aufnehmen sollte.

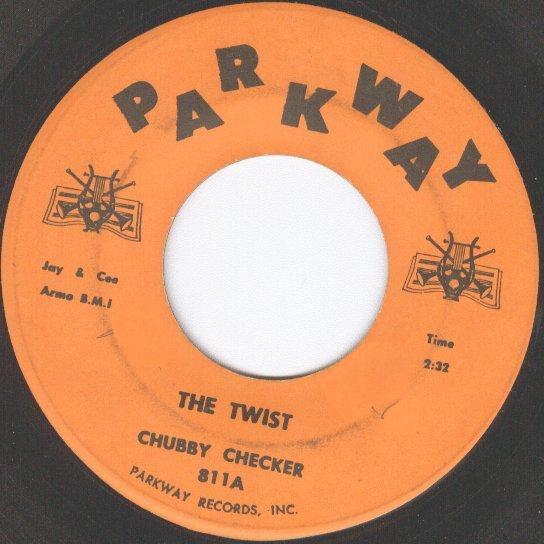
Chubby Checker – The Twist

Im Mai/Juni 1960 wurde mit Chubby Checker in fast identischem Arrangement wie das Original The Twist auf eine bereits vorhandene Musikspur mit nur drei Takes innerhalb von 35 Minuten aufgenommen, mit Buddy Savitt (Saxophon) und Ellis Tollin (Schlagzeug). Die Aufnahmen fanden im kleinen Cameo Parkway-Studio und im Reco-Art-Studio in Philadelphia statt, das Mastering erfolgte in den Bell Sound Recording Studios. Die Single kam im Juli 1960 mit der B-Seite Toot (Parkway #811) auf den Markt. Checkers Version wies derart frappierende Ähnlichkeiten mit dem Original auf, dass Hank Ballard beim Radiohören glaubte, es sei sein Stück.
Chubby Checker präsentierte den Song danach in der landesweit ausgestrahlten Nachmittagsshow American Bandstand am 21. April sowie am 28. September 1960 und führte dort auch den neuen gleichnamigen Tanz vor. Er erläuterte dort dem staunenden Publikum das Konzept, „unabhängig vom Beat tanzen zu können“. Checker trat auch in Dick Clarks Abendversion, der TV-Show The Dick Clark Saturday Night Beechnut Show, am 6. August 1960 mit The Twist auf. Diese populären Teenmusik-Shows haben auch bei Checker als Vehikel mit dazu verholfen, dass der Song am 19. September 1960 erstmals für eine Woche an die Spitze der Billboard-Charts gelangen konnte. Der Twist entwickelte sich schnell zum internationalen Modetanz, auch weil er aus sehr simplen Bewegungsabläufen besteht. Bis zum Jahr 2021 führte The Twist die Billboard-Liste der erfolgreichsten Songs (Hot 100 Hit of All Time) an, ehe es von Blinding Lights abgelöst wurde.

## Erneute Veröffentlichung
Inzwischen hatte die Twist-Welle die gesamte westliche Welt erobert, während Checkers Plattenfirma versuchte, dieses Konzept eines neuen Tanzes mit zugehörigem Song zu duplizieren. So wurde „Hucklebuck“, „Pony Time“ und „Mess Around“ kreiert, dazu auch hastig Songs komponiert, bevor Chubby Checker mit dem Song Let’s Twist Again noch einmal an den erfolgreichsten Tanz erinnerte. In der TV-Sendung „Ed Sullivan Show“ revitalisierte er den Twist-Song und Tanz am 22. Oktober 1961. Folgerichtig wurde Checkers The Twist nochmals im Dezember 1961 veröffentlicht und erreichte am 13. Januar 1962 erneut die #1-Position, diesmal sogar für 2 Wochen. Nun hatte das Twistfieber volle Wirkung erzielt, denn am 27. Januar 1962 wurde Peppermint Twist von Joey Dee & the Starliters die Nummer eins der Charts.

## Statistik
Der Song The Twist erhielt einen BMI-Award und wurde mindestens sechsmal gecovert, wenn man von Chubby Checker absieht. Darunter war die Version des Rap-Trios Fat Boys (mit Chubby Checker) vom Juni 1988 die erfolgreichste. Checker zufolge erhielt er das erste Platin-Album der US-Musikgeschichte für die LP Let’s Twist Again (September 1961).